# Buthaina bint al-Mu'tamid ibn Abbad
Buthaina bint al-Mu'tamid ibn Abbad (Árabe: بثينة بنت المعتمد بن عباد) fue un poeta de Al-Ándalus. Nació en 1070 y era hija de al-Mu'tamid ibn Abbad, gobernante de la taifa de Sevilla, y su consorte Al-Rumaikiyya, una poetisa andaluza. Uno de sus poemas, "Escucha mis palabras", trata sobre su venta como esclava después de que su padre fue derrocado. Después de la caída inicial del gobierno de su padre, Buthaina escapó, pero fue emboscada y esclavizada. El hombre que la compró no la reconoció y se la dio a su hijo. Buthaina le reveló quién era a su hijo (posiblemente porque él quería tener relaciones sexuales y ella se negó) y declaró que debían casarse. El hijo aceptó y envió una carta al padre de Buthaina solicitando permiso para casarse con ella. Buthaina escribió un poema que envió a su padre junto con la carta, explicando la situación, describiendo al hijo como amable y honorable, y pidiendo la bendición de su padre, que le dio.